# Molophilus (Molophilus) furvus
Molophilus (Molophilus) furvus is een tweevleugelige uit de familie steltmuggen (Limoniidae). De soort komt voor in het Australaziatisch gebied.